# Pasul Izvor
Pasul Izvor este o trecătoare situată pe DJ175 la 1110 m altitudine, între Obcina Mestecăniș – aflată la vest și Obcina Feredeului – aflată la est, legând văile Sucevei – aflată la nord de ce a Moldovei – aflată la sud.
Trecătoarea unește comunele Izvoarele Sucevei și Moldova-Sulița, asigurând comunicarea dintre zona Putilei (Ucraina) și Depresiunea Câmpulung.

## Date geografice
Trecătoarea este situată pe culmea dintre vârfurile Alunișu (1294 m altitudine, spre vest) și Hreben (1406 m altitudine, spre est), între localitățile Izvoarele Sucevei (la nord-nord-vest) și Moldova-Sulița (la sud-sud-est).
Drumul care traversează pasul (inițial nemodernizat.), a fost recent (2013) asfaltat.
Cele mai apropiate stații de cale ferată sunt la Pojorâta, respectiv la Brodina și Molodovița, pe liniile secundare 502 respectiv 515 și 514.
Cel mai apropiat aeroport se află la Suceava.
În arealul comunei Izvoarele Sucevei se mai află trecătorile Pohoniș și Cârlibaba, iar în apropiere se află pasurile Pasul Mestecăniș – spre sud, Pașcanu  și Curmătura Boului – spre sud-est, Prislop – spre vest și Ciumârna – spre est.

## Repere
Un drum străvechi urca pe valea Sucevei de la Vicovu de Sus până la Izvoarele Sucevei, iar de aici peste Pasul Izvor, cobora către valea Moldovei asigurând posibilități de legătură cu zonele Câmpulungului și Dornei.
În cursul unor peregrinări legate de prezența trupelor austriece în Moldova în 1788, este menționat medicul și naturalistul Baltazar Haquet, care a trecut prin Pasul Izvor spre valea Putilei și Ceremușului (aflate în Galiția).

## Obiective turistice de interes situate în apropiere
- Cheile Lucavei
- Cheile Tătarcei
- Mănăstirea Moldovița
- Tinovul Găina - Lucina
- Rezervația Răchitișul Mare
- Piatra Țibăului

## Legăturie externe
- La cumpăna muntelui („Două ape își află izvoarele sub același pas, pasul Izvor ...”), Prof. Ion Afloarei, 10 aprilie 2013, Crai Nou